# Bukowe
Bukowe – wieś w Polsce położona w województwie wielkopolskim, w powiecie słupeckim, w gminie Zagórów.
W latach 1975–1998 miejscowość administracyjnie należała do województwa konińskiego.
We wsi znajdują się następujące obiekty zabytkowe:
- kapliczka słupowa z końca XIX wieku, zniszczona przez hitlerowców w 1941, odbudowana w 1943, a później jeszcze remontowana,
- wiatrak paltrak z 1882,
- zagroda z oborą z 1932 (nr 9),
- domy o numerach 20 (z około 1863) i 39 (z końca XIX wieku)[4].